# Безсмертки
Безсме́ртки (Xeranthemum) — рід рослин родини айстрових, представники якого — однорічні і багаторічні трав'янисті рослини.
Квіткові кошики обгорнені сухими, плівчастими, яскраво забарвленими листочками, квітколоже вкрите плівками.
Відомо 6 видів, поширених у Південній Європі, Північній Африці, і Передній Азії.
З них в Україні — 3 або 2 види:
- Xeranthemum inapertum — лише в Криму — присутність під питанням[3];
- Безсмертки циліндричні (Xeranthemum cylindraceum) — в Криму і Молдові;
- Безсмертки однорічні (Xeranthemum annuum) — найпоширеніші, з лілувато-рожевими кошиками — на Півдні Лісостепу та в степу.

Безсмертки культивуються як декоративні рослини.